# Torreblanca (banda)
Torreblanca es un grupo de rock, pop y alternativo, procedente de México dirigido por el músico y compositor Juan Manuel Torreblanca .

## Historia
En 2007, Juan Manuel Torreblanca fue seleccionado por la Red Bull Music Academy para participar en foros y talleres en Toronto, Canadá, en donde además realizó diversas presentaciones. En 2008, participó en el Festival Sónar. A la vuelta de dicho festival, decidió formar una banda para hacer una nueva propuesta musical. A través de MySpace conoció a Alejandro Balderas, quien interpreta la flauta, saxofones, clarinete y la flauta transversa. También se integraron Jerson Vázquez en la batería y Carlos Zavala “El Abuelo” en el bajo, con quienes Juan Manuel había integrado el grupo Un Teni.
Publicaron su EP Defensa, con cinco canciones, coproducido por Arturo "Turra" Medina y León Polar. En dicho EP participaron LoBlondo de Hello Seahorse! y Natalia Lafourcade. Luego de escucharles en el festival Vive Latino, Quique Rangel decidió ser el productor de su primer LP, Bella época
En 2012 la canción "Roma" aparece en un comercial de Telcel.
En 2014  publicaron "El Polvo en la Luz", producido por Héctor Castillo, recibiendo muy buenas críticas.
En 2020 , participa en el disco "2020 abril" con el tema "Moví la cama de lugar", junto a otros cantautores iberoamericanos como Edgar Oceransky, Diego Ojeda, Dulce María, Miguel Inzunza, Carlos Carreira, Paco Álvarez y Ale Aguirre con el objetivo de recaudar fondos para la población más vulnerable de México a causa del Covid-19.

## Miembros
- Juan Manuel Torreblanca, piano, voz.
- Alejandro Balderas “El Tío”, flauta, saxofones, clarinete, flauta transversa y voz.
- Carlos Zavala “El Abuelo”, bajo.
- Jerson Vázquez, batería.
- Natalie Reyes (Voz, acordeón, synths)

### Miembros pasados
- Andrea Balency, acordeón, teclado.
- Carmen Ruíz, acordeón y voz.

## Discografía

### Álbumes
- 2011: Bella época.
- 2014: El Polvo en la Luz
- 2016: Algo se quedó sin decir

### EP
- 2010: Defensa.